# Micropterix emiliensis
Micropterix emiliensis is een vlinder uit de familie van de oermotten (Micropterigidae). De wetenschappelijke naam van de soort is voor het eerst geldig gepubliceerd door Pierre Viette in 1950.

## Verspreiding en leefgebied
De soort komt voor in Europa.